# Maya Gnyp
Maya Gnyp (* in Polen) ist eine australische Filmproduzentin.

## Karriere
Maya Gnyp wurde in Polen geboren und wuchs in Australien auf. Sie studierte an der Universität Sydney, University of California, Berkeley und der IE Business School.
Gnyp begann ihre Filmkarriere in London, wo sie bei einem Start-Up-Unternehmen im Bereich des Filmvertriebs arbeitete. 2009 fungierte sie als Linienproduzentin bei We’re Livin’ on Dog Food. Ihre weiteren Filme In Bob We Trust und Ecco Homo wurden auf verschiedenen Festivals gezeigt. Für den Dokumentarfilm Mystify: Michael Hutchence erhielt sie eine Nominierung bei den AACTA Awards 2019. Im Jahr 2021 produzierte sie mit Regisseurin Smriti Mundhra den Kurzfilm Shelter, der ebenfalls vielfach ausgezeichnet wurde. Mit Mundhra produzierte sie ebenfalls den Kurzfilm I Am Ready, Warden über einen zum Tode verurteilten Mörder in den USA. Dafür wurden sie bei der Oscarverleihung 2025 in der Kategorie Bester Dokumentarfilm nominiert.
Sie lebt und arbeitet in Los Angeles und Melbourne.

## Filmografie (Auswahl)
- 2009: We’re Livin’ on Dog Food
- 2013: In Bob We Trust
- 2015: Ecco Homo
- 2018: Finding the Field (Fernsehfilm)
- 2019: Mystify: Michael Hutchence
- 2021: Shelter (Kurzfilm)
- 2021: Eyes on the Prize: Hallowed Ground
- 2024: I Am Ready, Warden (Kurzfilm)

## Auszeichnungen
- 2014: FCCA-Award-Nominierung in der Kategorie Bester Dokumentarfilm für In Bob We Trust
- 2019: AACTA-Award-Nominierung in der Kategorie Bester Dokumentarfilm für Mystify: Michael Hutchence
- 2020: FCCA-Award-Nominierung in der Kategorie Bester Dokumentarfilm für Mystify: Michael Hutchence
- 2025: Oscar-Nominierung in der Kategorie Bester Dokumentarfilm für I Am Ready, Warden